# Ave Regina caelorum (Bruckner)
Ave Regina caelorum, WAB 8, ist eine Motette, die Anton Bruckner um 1886 komponierte.

## Geschichte
Die Motette entstand um 1886 auf Wunsch von Ferdinand Schölzig, Novizenmeister im Stift Klosterneuburg. Die Antiphon wurde am 25. März 1886 uraufgeführt am Fest der Verkündigung.
Bruckners Manuskript wird in der Österreichischen Nationalbibliothek aufbewahrt. Die Motette wurde erstmals 1910 im dritten Jahrbuch des Stifts Klosterneuburg veröffentlicht. Es wurde von Wöss 1921 zusammen mit Zur Vermählungsfeier, WAB 54 publiziert. Die Motette ist in Band XXI/36 der Gesamtausgabe herausgegeben.

## Musik
Die Motette  ist keine bloße Harmonisierung einer gregorianischen Antiphon, sondern eine chorale Paraphrase des Ave Regina caelorum für Stimme(n) und Orgel. Nach Leopold Nowak handelt es sich um eine Originalkomposition Bruckners im gregorianischen Stil.

## Diskografie
Keine der Aufnahmen folgt originalgetreu der Bruckner-Partitur. Laut Hans Roelofs folgen nur zwei Aufnahmen mehr oder weniger der originalen Partitur:
- Robert Shewan, Roberts Wesleyan College Chorale, Choral Works of Anton Bruckner – CD: Albany TROY 063, 1991
- Franz Farnberger, St. Florianer Sängerknaben, Anton Bruckner in St. Florian – Requiem und Motetten CD: Studio SM D2639 SM 44, 1997